# 余呉川
余呉川（よごがわ）は、滋賀県長浜市を流れる淀川水系の一級河川。

## 地理
福井県境に近い椿坂峠（標高497 m）に発し南流。長浜市の旧・余呉町南部で余呉川導水路を余呉湖へ分ける。旧・木之本町に入ると琵琶湖まで西へ2 kmと迫るが、賤ヶ岳をはじめとする山地に遮られ、そのまま南へ流れる。旧・高月町で西野放水路（西野水道）を琵琶湖へ分け、旧・湖北町で西へ転じて琵琶湖に注ぐ。

## 流域の自治体
- 滋賀県
  -  長浜市

## 歴史
- 1583年（天正11年）、羽柴秀吉と柴田勝家との間で賤ヶ岳の戦いが行われた。
- 余呉川上流域の柳ヶ瀬から木之本（駅名は木ノ本）までは、かつて北陸本線が並行していた。柳ヶ瀬越えと呼ばれる急坂で、蒸気機関車が主力の当時では輸送力の障害だったため、1957年（昭和32年）に木ノ本駅～敦賀駅間を現在の近江塩津駅経由に付け替えた。旧線は柳ヶ瀬線としてしばらく残ったが、1964年（昭和39年）に廃止された。路盤は現在の国道365号に転用された。県境の柳ヶ瀬トンネルも道路転用され、現在も使用されている。